# بين باري
بين باري هو كاتب ورائد أعمال كندي، ولد في 9 فبراير 1983 في أوتاوا في كندا.